# Cerkev sv. Andreja, Sobrače
Cerkev svetega Andreja je podružnična cerkev župnije Šentvid pri Stični, ki stoji na griču jugozahodno nad vasjo Sobrače.

## Opis
Kraj se prvič omenja leta 1243, cerkev pa nekaj stoletij kasneje, leta 1581. Največje spremembe je cerkev doživela sredi 17. stoletja, ko so jo temeljito prezidali in tako zabrisali sledi prvotne stavbe, ki je sodila v pozni srednji vek. Kakovostne izdelave v cerkvi je glavni oltar, izdelan leta 1669 in posvečen sv. Andreju.